# Лука Жорић
Лука Жорић (Задар, СФРЈ 5. новембар 1984) је хрватски кошаркаш. Игра на позицији центра.

## Успеси

### Клупски
- Унион Олимпија:
  - Суперкуп Словеније (1): 2005.

- Загреб:
  - Првенство Хрватске (1): 2010/11.
  - Куп Хрватске (2): 2010, 2011.

- Фенербахче Улкер:
  - Првенство Турске (1): 2013/14.
  - Суперкуп Турске (1): 2013.

- Цедевита:
  - Првенство Хрватске (1): 2015/16.
  - Куп Хрватске (1): 2016.

### Појединачни
- Најкориснији играч Јадранске лиге (2): 2010/11, 2017/18.
- Најкориснији играч Ол-стар утакмице Првенства Хрватске (1): 2008.

### Репрезентативни
- Медитеранске игре:  2009.